# Darkest Hour
Pour les articles homonymes, voir Darkest Hour (homonymie).
Darkest Hour est un groupe américain de death metal mélodique, originaire de Washington, D.C.. Le groupe enregistre son premier album, en 1996, The Misanthrope. Ensuite, il fera beaucoup de tournées, en 1998, les membres accueillent un second guitariste. Leur album Deliver Us débute à la 110e place du classement Billboard avec 6 600 exemplaires vendus, et The Eternal Return atteint la 104e de ce même classement.

## Biographie

### Débuts et premiers albums (1995–2006)
Darkest Hour se forme le 23 septembre 1995 avec originellement quatre membres. Ils enregistrent rapidement un premier EP, The Misanthrope en 1996, pour le label Death Trucks Records. Ils passent ensuite la plus grande partie de leur temps en tournée. En 1998, la bande s'agrandit avec l'arrivée d'un second guitariste. La même année, le groupe sort l'EP The Prophecy Fullfiled sur le label Art Monk Construction. L'année suivante, en 1999, Matt Maben s'en va et est remplacé par Ryan Parish. 
C'est en 2000 que sort le premier album studio du groupe, The Mark of the Judas, sur le label MIA Records. La tournée de l'album se termine brutalement fin 2000 avec la disparition du label MIA Records. Plusieurs labels leur proposent un contrat mais c'est Victory Records qui sera choisi par Darkest Hour. Avec ce label, le groupe enregistre un deuxième album (So Sedated, So Secure en 2001) qui rencontre un grand succès. Puis en 2003, (toujours avec le même label) le groupe sort Hidden Hands of a Sadist Nation. Cet album est plus dans un genre death metal mélodique, les deux premiers étaient plus metalcore. Mais ce nouvel opus permet au groupe de devenir encore plus connu. Darkest Hour revient en juin 2005 avec un quatrième album, Undoing Ruin. L'album est leur premier à atteindre le classement Billboard 200, débutant à la 138e place après une semaine avec 8 484 d'exemplaires vendus. En 2006, ils font une apparition très remarquée au Hellfest (France).

### Deliver Us(2007–2008)
Au début de 2007, le groupe travaille à Vancouver sur leur album à venir avec Townsend. Le 7 mars 2007, Victory Records publie le titre de cet album, Deliver Us ; il sera publié le 10 juillet la même année. En avril 2008, Darkest Hour a créé une chanson de combat pour les Capitals de Washington de la Ligue nationale de hockey (LNH) et une page d'hommage MySpace pour soutenir la participation des Capitals aux séries éliminatoires de la Coupe Stanley 2008. La chanson « A Thousand Words to Say But One » a été réenregistrée avec de nouvelles paroles et de nouveaux solos pour devenir « Let's Go Caps! ».
En septembre 2008, Blabbermouth rapporte le départ du groupe de Kris Norris qui se joindra probablement à un autre groupe. Leur chanson Demon(s) est incluse dans le jeu vidéo Guitar Hero 5.

### The Eternal Return(2009−2010)
En mars 2009, Darkest Hour enregistre un nouvel album, The Eternal Return, avant leur participation avec Bleeding Through au Thrash and Burn European Tour 2009 en avril et mai. The Eternal Return est publié le 23 juin 2009, deux semaines avant son annonce officielle. En février 2010, Darkest Hour annonce une nouvelle tournée avec Dillinger Escape Plan, Iwrestledabearonce, et Animals as Leaders.

### E1 etThe Human Romance(depuis 2010)
En avril 2010, Darkest Hour annonce sa signature au label E1 Music. Leur nouvel album est produit par le guitariste de Soilwork Peter Wichers. En août, le groupe confirme de « nouvelles chansons plus émotionnelles et mélodiques. »
Avec Metal Injection, les membres de Darkest Hour, Mike Schleibaum et Ryan Parrish, révèlent le titre, The Human Romance, et la date de sortie de l'album officiellement prévu pour février 2011.
Le 22 décembre 2011, le groupe annonce le départ de son batteur, Ryan Parrish, remplacé temporairement par Timothy Java, du groupe Dead To Fall.
Le 13 janvier 2011, un nouveau titre Savor the Kill est publié sur Noisecreep. Le 6 juin 2012, Darkest Hour annonce le départ en bons termes du bassiste Paul Burnette pour le groupe Iron Reagan. Aaron Deal.

### Signature chez Sumerian Records et nouvelles sorties (2013-2015)
Le 16 avril 2013, Travis Orbin, ancien membre de Periphery et de Sky Eats Airplane, devient le nouveau batteur du groupe.
Le 14 juin 2013, Darkest Hour signe chez Sumerian Records qui leur permet de ressortir leur premier album, The Mark of the Judas, et de préparer leur prochain album. Ce nouvel album, au titre éponyme, sort le 5 août 2014.
Pour l'occasion des dix ans de leur album Undoing Ruin, le groupe joue l’entièreté de l'album en concert, occasionnant des sorties live. Pour les vingt ans de l'album, Darkest Hour continue de jouer l'album.

### Nouveaux albums (depuis 2016)
Darkest Hour lance, en 2016, une campagne de financement participatif IndieGoGo afin de préparer leur prochain album et l'album live, n'étant alors plus lié contractuellement à aucun label. Les résultats de la campagne dépassent leurs attentes, avec plus de 67 mille dollars récoltés. 
Pour ce neuvième album, le groupe engage le musicien Kurt Ballou, du groupe de punk hardcore Converge, comme producteur. L'album, nommé  Godless Prophets & the Migrant Flora, sort le 10 mars 2017, en partenariat avec le label Southern Lord Records. Comme cela est régulièrement le cas sur leurs albums, des musiciens additionnels sont présents en featuring sur ce nouvel opus comme John Connolly sur la piste Timeless Numbers, mais voit surtout le retour temporaire de leur ancien guitariste Kris Norris sur plusieurs pistes. 
En 2020, Darkest Hour se sépare de son guitariste d'alors, Mike Carrigan. Il est remplacé en 2021 par Nico Santora, ex-membre de Fallujah, Suicidal Tendencies ou encore The Faceless. Il participe depuis aux différentes tournées mais également au dernier album en date du groupe, Perpetual Terminal, paru en 2024

## Style musical et influences
La musique de Darkest Hour est considérée comme un mélange de punk hardcore et de death metal mélodique scandinave. Ils expliquent s'inspirer du death metal suédois.
Ils s'inspirent également de groupes comme Dark Tranquility, Minor Threat, Earth Crisis, Bad Brains, Black Flag, Government Issue, Scream, Shadows Fall, Bleeding Through, Eighteen Visions, Every Time I Die, Entombed, Dismember, Sacrilege, The Crown, Metallica, Megadeth, Slayer, Anthrax, Iron Maiden, Dream Theater, Carcass, Arch Enemy, Killswitch Engage, Sick of it All, Dead Kennedys, Soilwork, Danzig, Venom, Exodus, Discharge, Cro-Mags, Integrity, Edge of Sanity, Mayhem, Emperor, Ulver Testament, Death Angel, Pantera, et Cannibal Corpse.

## Membres

### Membres actuels
- John Henry – chant (depuis 1995)
- Mike Schleibaum – guitare (depuis 1995)
- Nico Santora – guitare (depuis 2021)
- Aaron Deal – guitare basse (depuis 2012)
- Travis Orbin – batterie (depuis 2013)

### Anciens membres
- Raul Mayorga – guitare basse (1995–1999)
- Matt Maben – batterie (1995–1999)
- Ryan Parrish – batterie (1999–2011)
- Fred Ziomek – guitare (1999–2001)
- Billups Allen – guitare basse (1999–2001)
- Paul Burnette – guitare basse (2001–2012)
- Mike Garrity – guitare (2001)
- Tommy Gun – guitare (2001)
- Kris Norris – guitare (2001–2008)
- Timothy Java – batterie (2012–2013)
- Michael « Lonestar » Carrigan – guitare (2008-2020)

## Discographie

### Albums studio
- 2000 : The Mark of the Judas
- 2001 : So Sedated, So Secure
- 2003 : Hidden Hands Of A Sadist Nation
- 2005 : Undoing Ruin
- 2007 : Deliver Us
- 2009 : The Eternal Return
- 2011 : The Human Romance
- 2014 : Darkest Hour
- 2017 : Godless Prophets & the Migrant Flora
- 2024 : Perpetual Terminal

### EP
- 1996 : The Misanthrope
- 1998 : The Prophecy Fulfilled

### DVD/Live
- 2005 : Party Scars and Prison Bars: A Thrashography
- 2015 : Undoing Ruin Live at the Black Cat
- 2017 : Party Scars and Prison Bars Two and a Half: Live - Undoing Ruin